# 阿道夫·杜布斯
阿道夫·“斯派克”·杜布斯（1920年8月4日—1979年2月14日）从1978年5月13日起担任美国驻阿富汗大使，直到1979年去世。他被绑架后，在一次营救行动中被杀。

## 生涯
杜布斯出生在伊利诺斯州的芝加哥。他1938年毕业于卡尔舒尔茨高中， 1942年毕业于伯洛伊特学院，获得政治学学位。在伯洛伊特学院上学时，同学们说他们不想用“阿道夫”这个名字来称呼他，因为这会让人联想到阿道夫·希特勒，于是给他起了“狼牙”（英語：Spike）这个绰号，这个绰号一直沿用到他去世。杜布斯在第二次世界大战期间在美国海军服役。后来，他在乔治城大学完成了研究生学业，并在哈佛大学和圣路易斯华盛顿大学完成了外交服务研究。随后，他以职业外交官的身份进入美国外交部门，曾在德国、利比里亚、加拿大、南斯拉夫和苏联任职。他成为了一位著名的苏联方面的专家，并在1973年至1974年期间担任美國駐蘇聯大使館高级代办。
在他去世时，他的第二任妻子玛丽·安妮·杜布斯是一名驻华盛顿的记者。他曾与简·威尔逊·杜布斯结婚超过30年，后者是他在伯洛伊特学院的大学女友，两人于1945年结婚，1976年离婚。他有一个女儿，林赛·达布斯·麦克劳克林，住在西弗吉尼亚州。

## 绑架及被杀
1978年，杜布斯在四月革命后被任命为美国驻阿富汗大使，那场政变使与苏联结盟的人民派上台。1979年2月14日上午9点前，司机开车将他从住所送到美国大使馆。当他接近美国文化中心时，四名男子拦住了他的黑色雪佛兰装甲豪华轿车。一些报道称，这些人穿着阿富汗警察制服，而另一些报道称，四人中只有一人穿着警察制服。两名男子示意汽车打开防弹窗户，大使的司机照做了。随后，武装分子用手枪威胁司机，迫使他把杜布斯带到喀布尔市中心的喀布尔塞雷娜酒店。绑架事件发生在阿富汗警察看得见的地方。杜布斯被关押在酒店一楼的117房间，司机被派往美国大使馆，告诉美国绑架的情况。
据称，绑架者在旅馆要求阿富汗民主共和国释放“一名或多名宗教或政治犯”。 “没有向美国政府提出任何要求，阿富汗民主共和国也没有对绑架者的愿望给出一个完整或一致的描述。”一些报道称，武装分子要求交换塔希尔·巴达赫希、巴德鲁丁（可能已经死了）和瓦塞夫·巴赫塔里。
美国敦促等待，以免危及杜布斯的生命，但阿富汗警察无视这些请求，在苏联军官的建议下进行谈判和攻击。阿富汗人使用的武器和防弹衣是苏联人提供的，酒店大堂有多位苏联官员，包括克格勃安全负责人、阿富汗警察的首席苏联顾问，以及苏联大使馆的第二秘书。上午快结束时，听到了一声枪响。阿富汗警察随后用重型自动武器袭击了117号房。经过一场短暂而激烈的交火，估计在40秒到1分之间，杜布斯被发现死亡，死因是头部中枪。两名绑架者也在交火中丧生。验尸报告显示，他的头部在六英寸的距离内被击中。另外两名绑架者被活捉，但不久之后被击毙；他们的尸体在黄昏前被展示给美国官员。
这些武装分子的真实身份和目标尚不确定，尽管美国、阿富汗和苏联官员“几乎都是目击者”，但他们的罪行“从未得到令人满意的解释”。目前的情况被描述为“神秘”和“仍不明朗”。一些因素掩盖了这些事件，包括杀害幸存的劫持者、缺乏现场法医分析、美国调查人员无法接触到相关人员、以及栽赃证据。苏联或阿富汗的阴谋没有被证实。
一些人认为这起绑架和谋杀是左派的反普什图组织“民族压迫”所为，但另一些人则认为这种说法值得怀疑。他们指出，一名前喀布尔警察声称，至少有一名绑架者是阿富汗人民民主党旗帜派的成员。谋杀发生后，苏联和阿富汗媒体散布的虚假信息将这一事件归咎于美国中央情报局、哈菲佐拉·阿明，或者两者兼而有之。安东尼·阿诺德认为“很明显只有一个国家……会从这起谋杀中受益——苏联”，因为大使之死“不可逆转地毒害了”美国和阿富汗的关系，“苏联对努尔·穆罕默德·塔拉基政府拥有强大的影响力。”卡特的国家安全顾问兹比格涅夫·布热津斯基表示，杜布斯之死“是苏联的无能或勾结造成的悲剧事件”，而阿富汗对这一事件的处理“十分无能”。塔拉基政府拒绝了美国对这一死亡事件进行调查的请求。
卡特政府对大使被谋杀和阿富汗政府的行为感到愤怒，开始疏远阿富汗，并对阿富汗政权的反对者表示同情。这一事件加速了美国与阿富汗关系的衰退，促使美国从根本上重新评估其政策。作为对杜布斯被杀的反应，美国立即将计划中的1500万美元人道主义援助削减一半，并取消了计划中的25万美元军事援助，并在1979年12月苏联完全占领该国时终止了所有经济支持。阿富汗政府的目标是减少美国在阿富汗的存在，并限制和平队志愿者和文化交流项目的数量。7月23日，美国国务院宣布，随着安全形势恶化，美国驻喀布尔使馆的非必要工作人员和大部分外交官撤离，到12月，美国在喀布尔只有大约20名工作人员。使馆没有派驻新的大使，使馆的骨干人员由一名代办领导。
杜布斯之死被美国国务院列为“重大恐怖事件”。瓦西里·米特罗欣在上世纪90年代从苏联克格勃档案中公布的文件显示，尽管美国强烈要求进行和平谈判，但阿富汗政府明确授权了这次袭击以及克格勃顾问谢尔盖·巴图鲁欣可能建议在美国专家审讯前处决一名绑架者。米特罗欣档案还显示，第四名绑架者逃走了，一名刚被打死的囚犯的尸体被用来应付美国的检查。其他问题仍未得到解答。
杜布斯最終葬在弗吉尼亚州阿灵顿的阿灵顿国家公墓。

## 纪念
美国外交协会在华盛顿特区的哈里·S·杜鲁门大楼和喀布尔的一个纪念碑上用牌匾纪念杜布斯。
杜布斯营地，以杜布斯命名，是位于喀布尔西南部达鲁尔·阿曼宫的美军营地。